# Sopron-Vas vármegyei evangélikus egyházkerület
A Sopron-Vas vármegyei evangélikus egyházkerület (másképpen vasi vagy rábamelléki), az e vidéki protestánsoknak 1595-től két felekezetre oszlása folytán állt elő, s a Formula Concordiae kisebbik részének (Epitome) magyar fordításával, külön agendájával és a baranyai egységes prot. jellegű kánonok alapján készült törvénykönyvével már 1598-ra végleg szervezve volt. 
Ekkor négy esperes felügyelete mellett mintegy 60–80 egyházból állott, melyek nemcsak Sopron és Vas vármegyékben majdnem egy tömegben terültek el, hanem Zalának is átterjedtek egy részére. Szuperintendenst az eredetileg nekik is felettük álló Beythe életében nem választottak, hanem az esperesek egyike szerepelt első vagy fő gyanánt, kinek utóbb be is töltötték az esperesi helyét. Annak halála után 1612-ben érezték aztán magukat felszabadultaknak minden régi kötelék alól s ettől fogva volt igazi püspökük. Egyházmegyéik száma és területe a 17. század második évtizedétől többrendbeli változáson ment át, az egész magyar protestánsságban sem oly sűrűn, sem oly mérvben elő nem fordulón, mint itt, állandóan tisztán a körülmények alakulásához képest, melyek közt gyakran jutott szerep a személyieknek is. Általánosságban mégis következők voltak az egyházmegyéi: sopronvidéki német, kőszegvidéki német, fertőninneni, rábaközi, csepregi, sárvári, hegyháti, mura-szombati, légrádi. Lassanként a kerülethez társultak Győr, Veszprém, Somogy, majd Komárom és Fejér vármegyei gyülekezetek is a győri és veszprémi róm. kat. püspökség területéről. 1661-ben kilenc egyházmegyéjében mintegy 220 anyaegyház tartozott belé, noha hosszú volt már a lajstroma az addig elvetteknek is, és 1647-ben önként átengedett néhány Moson vármegyeit a felsődunamelléki kerületnek. Minthogy a gyásztized az üldözők várakozásának megfelelő csökkentést hajtott végre ezen a létszámon, az egyházkormányzat megbénultával jóformán megszűnt a kerület, 1681 után ismét feléledt az egyházak egy része, de oly kevés, hogy mindössze három egyházmegye tudott új életet kezdeni: a sopronvidéki német, a győri és a kemenesaljai, mely véletlenül vált ekkor önállóvá. 1715-ben csatlakozott melléjük negyediknek a tolnai, amivel aztán egy új alakulatnak, a dunántúli kerületnek nyílt meg az útja. 
A Sopron-Vas vármegyei ev. egyházkerületnek ezek voltak az első püspökválasztás előtti vezetői: 
- Réczés János csepregi lelkész 1595–1599,
- Magyari István sárvári l. 1600–1605, Klaszekovics István fertőszentmiklósi l. 1605–1612,

Püspökei: 
- Klaszekovics István 1612–1620,
- Zvonarics Mihály sárvári l. 1620–1625,
- Kis Bertalan sárvári l. 1625–1646,
- Musay Gergely lövői, nemeskéri l. 1646–1664,
- Fisztrovics György kőszegi l. 1665–1669,
- Szenczi Fekete István kőszegi l. 1669–1681.

Törvénykönyvét, mely 1630-ban és 1650-ben látott napvilágot, kiadta Mokos Gyula „A dunántúli ág. h. ev. egyház 1598-iki törvénykönyve” (1892.) c. művében.